# 短梗紫藤
短梗紫藤（学名：Wisteria brevidentata）为豆科紫藤属的植物，是中国的特有植物。分布在中国大陆的福建、云南等地，目前尚未由人工引种栽培。

## 别名
短齿紫藤（中国主要植物图说 豆科）